# The Glenn Miller Story
The Glenn Miller Story is een Amerikaanse film uit 1954 van Anthony Mann met in de hoofdrollen James Stewart en June Allyson.
De film is gebaseerd op het leven van de Amerikaanse big bandleider en trombonist Glenn Miller (1904-1944). Hoewel de film zich probeert aan de feiten te houden, zijn een aantal gebeurtenissen wat opgeklopt en geromantiseerd.
The Glenn Miller Story was een groot succes in de bioscopen en kreeg goede kritieken. De film kreeg drie Oscar-nominaties en verzilverde er een, voor Beste Opgenomen Muziek

## Verhaal
Tijdens de jaren twintig leeft Alton Glenn Miller in behoeftige omstandigheden. Hij brengt regelmatig zijn trombone naar de lommerd om de moeilijke tijden te overbruggen. Miller ruikt echter een grote kans als de bekende bandleider Ben Pollack audities houdt. Pollack is onder de indruk van Millers arrangementen en huurt hem gelijk in. Inmiddels heeft hij een knipperlichtrelatie opgebouwd met Helen Burger, die hij nog kent van de middelbare school.  Helen is onder de indruk van de trombonist die voortdurend bezig is om een nieuwe muziekstijl te creëren. Maar Glenn Miller is vaak onderweg voor tournee of losse optredens en ze zien elkaar niet veel. Als Pollacks band verhuist naar Atlantic City, blijft Miller achter en raakt weer in behoeftige omstandigheden. Noodgedwongen speelt hij mee met een orkest bij een musical. Ondanks het feit dat Helen inmiddels is verloofd met een ander, vraagt hij haar ten huwelijk. Ze laat zich overhalen en trouwt halsoverkop met Glenn. Hun huwelijk vieren ze in een jazzclub in Harlem waar Miller samenspeelt met Louis Armstrong en Gene Krupa. Terwijl Miller geld probeert te verdienen als muzikant, spoort Helen hem aan om weer te componeren en arrangeren. Aangemoedigd door zijn vrouw schrijft Glenn "Moonlight Serenade" en denkt over zijn eigen band. Het spaargeld van Helen blijkt voldoende om alles op poten te zetten, maar aanvankelijk blijft het succes uit. Tot overmaat van de ramp krijgt Helen een miskraam en te horen dat ze nooit meer kinderen kan krijgen. Glenn is de wanhoop nabij, maar krijgt hulp van de eigenaar van de State Ballroom. Miller mag er met zijn band optreden en nieuwe arrangementen uitproberen. Aangezien de trompettist niet kan spelen, vervangt Miller hem door een klarinettist voor de solo op Moonlight Seranade. Dit blijkt een gelukkige ingreep, want het resultaat blijkt de nieuwe stijl waar Miller zo intensief naar op zoek is. Miller en de band krijgt een staande ovatie en niet lang daarna verovert men de VS. De Millers kunnen het zich veroorloven een jongetje te adopteren, Stevie. Inmiddels is echter de Tweede Wereldoorlog uitgebroken en heeft de VS zich bij de strijdende partijen gevoegd. Glenn wordt kapitein bij het leger en leider van de Amerikaanse legerband. De bedoeling is dat hij zal optreden voor de troepen overzee. Miller zorgt ervoor dat de saaie marsen nieuwe 'swing'impulsen krijgen en de troepen zijn razend enthousiast. Inmiddels gepromoveerd tot majoor speelt Glenn Miller in Londen terwijl de bommen rondom hem vallen. Maar D-day is op komst en de geallieerden razen na de landing door Frankrijk in de richting van Duitsland. Miller begint plannen te maken voor na de oorlog. Hij schrijft zijn vrouw dat ze moet luisteren naar de kerstuitzending die vanuit Parijs zal worden uitgezonden. Op 15 december 1944 vliegt hij met een klein vliegtuig van Londen naar Parijs. Het toestel komt echter nooit aan en Miller wordt als vermist opgegeven. Zijn lichaam wordt nooit gevonden. Als Helen het nieuws vlak voor kerstmis te horen krijgt, is ze gebroken. Samen met haar kinderen luistert ze naar de uitzending van Millers muziek uitgezonden vanuit Parijs. Ze realiseert zich dat de muziek van haar man eeuwig zal blijven voortleven.

## Rolverdeling
| Acteur         | Personage           |
| -------------- | ------------------- |
| James Stewart  | Glenn Miller        |
| June Allyson   | Helen Burger Miller |
| Harry Morgan   | Chummy MacGregor    |
| Charles Drake  | Don Haynes          |
| George Tobias  | Si Shribman         |
| Barton MacLane | General H. Arnold   |
| Marion Ross    | Polly Haynes        |
| Nino Tempo     | Wilber Schwartz     |

## Achtergrond

### Acteurs
Aanvankelijk waren Tyrone Power en Gregory Peck in de race voor de hoofdrol in de film. Maar de weduwe van Glenn Miller was meer ingenomen met de keuze van James Stewart. Ze stond er op dat de acteur de bril en de trombone van haar man in de film zou gebruiken. De moeder van Glenn Miller was minder te spreken over de keuze van Stewart, ze vond haar zoon knapper dan de acteur. De rol van Helen Miller ging uiteindelijk naar June Allyson, nadat Dinah Shore had geweigerd.

### Productie
Regisseur Anthony Mann zou zeven keer met James Stewart werken in de jaren vijftig. De meeste films waren westerns, maar The Glenn Miller Story en Strategic Air Command (1955) waren de uitzonderingen. Mann was met laatstgenoemde films niet echt blij. Eigenlijk maakte hij ze alleen omdat hij Stewart graag mocht en hem een plezier wilde doen. Hij vond het scenario te toneelmatig met te veel nadruk op de muzikale nummer en hoonde het gebrek aan drama en een echt verhaal. Mann stond niet alleen in zijn twijfels. In 1953, het jaar dat de opnames werden gemaakt, was Glenn Miller al bijna tien jaar dood en zijn muziek verdrongen door andere muziekstijlen. Het was een gok om een biografische film te maken rond een musicus die in feite alweer vergeten was. Nog in 1947 was een gelijksoortige biografische film The Fabulous Dorseys een gigantische flop geworden. Producent Aaron Rosenberg geloofde er wel in en huurde de oude pianist van Glenn Miller, John "Chummy" MacGregor in als technisch adviseur en koos June Allyson als Helen Miller, de vrouw van Glenn. Allyson had in 1949 al met Stewart een getrouwd stel gespeeld in The Stratton Story en zou dat in 1955 nog een keer herhalen in Strategic Air Command. Er bestond een zekere chemie tussen de twee die afstraalde op het witte doek. Rosenberg liet ook bekende jazzmuzikanten als Louis Armstrong, Barney Bigard, Cozy Cole, Gene Krupa, Frances Langford, Skeets McDonald, Marty Napoleon, Ben Pollack, Babe Russin, Arvell Shaw, The Modernaires, en James Young cameo's doen in de film. Samen met Anthony Mann bezocht hij in Colorado de locaties waar de film werd opgenomen, soms met medewerking van de Amerikaanse luchtmacht, de University of Colorado, Boulder; Denver Civic Center; Lowry Air Force Base en the Elitch Gardens Ballroom. Er waren meer adviseurs aangetrokken, zoals weduwe Helen Miller en Edward Kirby een oud-vriend van Glenn Miller. (Een vervelend incident was de rechtszaak die Edward Kirby aanspande nadat de film in première was gegaan. Kirby claimde dat hij het basisidee voor de film had bedacht. Hij verkocht dit idee voor 3000 dollar nadat hem was beloofd dat hij later gecompenseerd zou worden. Vervolgens hoorde hij niets meer en hij diende een eis tot schadevergoeding in voor 250.000 dollar. De zaak werd in 1956 buiten de rechtbank om geschikt voor een onbekend bedrag). Rosenbergs grootste troef was echter de keuze voor James Stewart als Glenn Miller. Stewart werkte keihard om zich te transformeren tot de beroemde bandleider. Hij speelde al piano sinds zijn kindertijd, maar de trombone was hem onbekend. Hij studeerde fanatiek op het instrument, maar het bleek al snel dat hij nooit zou klinken als Glenn Miller. De partijen zouden worden ingespeeld door Joe Yukl. Stewart oefende vervolgens op de handzettingen op het instrument. In de biografie van Stewart: A Wonderful Life, van Jonathan Coe, staat hoe de acteur een serie foto's liet nemen van Joe Yukl om de handzettingen te oefenen. Vervolgens ging Yukl naast de camera staan en werd de muziek er boven geprojecteerd. Stewart keek toe en kopieerde de handzettingen nauwkeurig.

## Fictie of geschiedenis
Ondanks alle adviseurs en pogingen om trouw aan de echte geschiedenis te blijven, viel ook The Glenn Miller Story ten prooi aan het romantische sausje dat Hollywood-producers over hun productie gooien. Bepaalde feiten worden uit de chronologische volgorde gehaald om beter te passen in het romantische verhaal tussen Helen en Glenn Miller. Het liefst had men de film een goede afloop willen geven (bijna een wet in Hollywood-producties, zeker in de jaren vijftig), maar dat was onmogelijk gezien het lot van de bandleider. Men is overigens nooit te weten gekomen wat er met het vliegtuigje is gebeurd. Recente bronnen gaan uit van de gruwelijke mogelijkheid dat Millers toestel werd getroffen door de bommen die een vlucht Britse bommenwerpers gedwongen moest uitwerpen boven het Kanaal na een afgebroken vlucht naar Berlijn. Het vliegtuigje werd te laat opgemerkt en stortte in zee. De film gaat overigens niet in op de verdwijning van Glenn Miller. Helaas maakte men naast de romantische verschrijving van de geschiedenis ook nog andere historische fouten:
- Als Glenn Miller optreedt voor de BBC radio zien we grote RCA, model 44 microfoons en niet de veel kleinere BBC microfoons.
- In de film speelt Glenn Millers band in 1937 het nummer "Over the Rainbow". Dit nummer zou echter pas in 1939 uitkomen.
- Halverwege de Tweede Wereldoorlog zien we de Luchtmachtkapel onder leiding van Miller marcheren, Afro-Amerikanen marcheren zij aan zij met blanke muzikanten. Tijdens de Tweede Wereldoorlog was er echter een strikte rassenscheiding in het Amerikaanse leger.
- De kleding die Helen Miller draagt in de film draagt is duidelijk gebaseerd op mode uit 1954 en niet op die van de jaren dertig en veertig.
- De Britse vlag (Union Jack) die in de film te zien is, mist het rode diagonale kruis van Noord-Ierland.
- Als Glenn Miller in Londen is, voordat D-day van start is gegaan op 6 juni 1944, is te zien dat een V1 bom op Londen valt. In werkelijkheid viel de eerste V1 pas een week na D-day op Londen.
- In een van de scènes dirigeert Miller een legerkapel op een vliegveld. In de achtergrond is een B-29 Superfortress te zien. Op het moment dat de scène speelt was de B-29 alleen nog een geheim prototype. In een andere scène is een HU-16 Albatross te zien. Dit type vloog pas in 1949, ver na de Tweede Wereldoorlog,
- Het nummer Little Brown Jug was een van de eerste hits van Glenn Millers band in 1939. Het nummer was gearrangeerd door Bill Finegan en niet zoals in de film wordt getoond door Miller zelf in 1944 voor de kerstuitzending in Parijs van december 1944.

## Muziek
Henry Mancini en Joseph Gershenson waren verantwoordelijk voor de filmmuziek die werden opgenomen met het studio-orkest van Universal met Gershenson als dirigent. De band van Glenn Miller werd uitgebeeld door The Airmen of Note, een speciaal ensemble van The United States Air Force Band, opgericht in 1950 om de traditie van Millers muziek hoog te houden. Het enige echte lid van de originele Glenn Millerband die in de film te zien is, is Babe Russin. Wel speelden een aantal oud-bandleden mee, Chummy MacGregor, Hal McIntyre, Willie Schwartz, Dick Fisher, Paul Tanner, Zeke Zarchy, Conrad Gozzo en Rolly Bundock.
De volgende nummers zijn in de film te horen:
- "Basin Street Blues" (Spencer Williams)
- "Over the Rainbow" (Harold Arlen/ Yip Harburg)
- "I Know Why (and So Do You)" (Harry Warren/Mack Gordon)
- "String of Pearls" (Jerry Gray/ Edgar De Lange)
- "Pennsylvania 6-5000" (Jerry Gray/Carl Sigman)
- "Tuxedo Junction" (Erskine Hawkins/William Johnson/Julian Dash/Buddy Feyne)
- "St. Louis Blues" (W.C. Handy)
- "In the Mood" (Joe Garland/ Andy Razaf)
- "Chattanooga Choo Choo" (Harry Warren/\Mack Gordon)
- "American Patrol" (F.W. Meacham)
- "Little Brown Jug" (Joseph Winner)
- "Too Little Time" (Henry Mancini)
- "At Last" (Harry Warren)
- "Moonlight Serenade"(Glenn Miller/Mitchell Parish)
- "Good Night, Ladies" (Traditional)
- "Santa Lucia" (Teodoro Cottrau)
- "Bridal Chorus" (uit: "Lohengrin" van Richard Wagner)
- "Bidin' My Time" (George Gershwin/Ira Gershwin)
- "Elmer's Tune" (Elmer Albrecht)
- "Adios" (Enric Madriguera)
- "National Emblem" (Edwin Eugene Bagley)
- "God Rest Ye, Merry Gentlemen" (Traditional)
- "Deck the Halls with Boughs of Holly" (Traditional)

## Prijzen en nominaties
In 1954 kreeg The Glenn Miller Story drie Oscar-nominaties, Beste Scenario, Beste Muziek en Beste Muziekopname. Alleen de laatste werd verzilverd.